# Albertinesångare
Albertinesångare (Phylloscopus laetus) är en afrikansk fågel i familjen lövsångare inom ordningen tättingar. Den förekommer i bergsskogar i östra Kongo-Kinshasa, Rwanda och Burundi. Beståndet anses vara livskraftigt.

## Utseende och läten
Albertinesångaren är en liten till medelstor (10–11 cm) lövsångare med rundade vingar, rätt kort stjärt och distinkt rödaktigt ansikte. Den liknar i övrigt mest grönvingad sångare, men har vitaktig eller gråvit buk, ej beigebrun. Underarten schoutedeni (se nedan) har mörkare rostfärgad anstrykning i ansiktet och mörkare undersida. Sången består av två till tre fraser, "peetree puutree petree", medan lätet är ett vasst och genomträngande "sip sip".

## Utbredning och systematik
Albertinesångare delas in i två underarter med följande utbredning:
- Phylloscopus laetus laetus – förekommer från nordöstra Kongo-Kinshasa (Lenduplatån) och Ruwenzoribergen) till Burundi
- Phylloscopus laetus schoutedeni – förekommer i östra Kongo-Kinshasa (berget Kabobo)

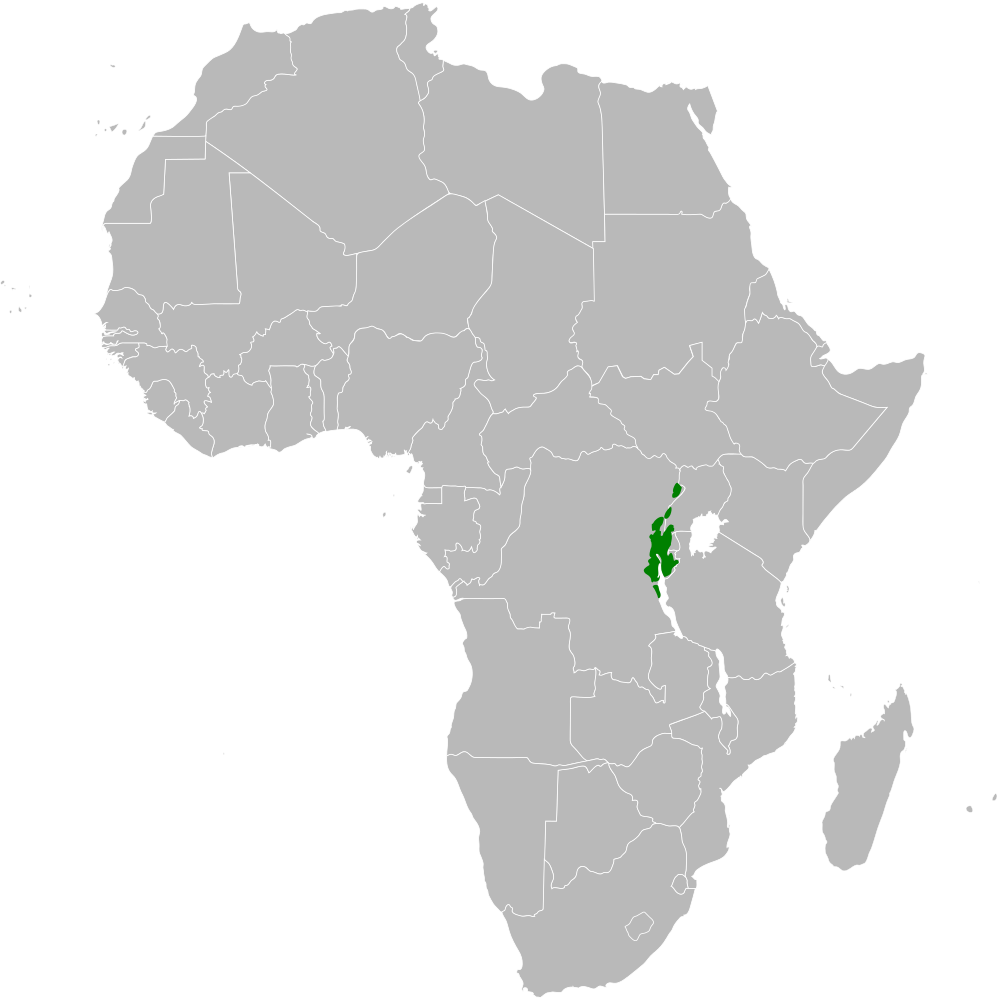
Albertinesångarens utbredningsområde.

### Släktestillhörighet
DNA-studier visar att släktet Phylloscopus är parafyletiskt gentemot Seicercus. Dels är ett stort antal Phylloscopus-arter närmare släkt med Seicercus-arterna än med andra Phylloscopus (däribland albertinesångare), dels är inte heller arterna i Seicercus varandras närmaste släktingar. Olika taxonomiska auktoriteter har löst detta på olika sätt. De flesta expanderar numera Phylloscopus till att omfatta hela familjen lövsångare, vilket är den hållning som följs här. Andra flyttar bland andra albertinesångare till ett expanderat Seicercus.

### Familjetillhörighet
Lövsångarna behandlades tidigare som en del av den stora familjen sångare (Sylviidae). Genetiska studier har dock visat att sångarna inte är varandras närmaste släktingar. Istället är de en del av en klad som även omfattar timalior, lärkor, bulbyler, stjärtmesar och svalor. Idag delas därför Sylviidae upp i ett antal familjer, däribland Phylloscopidae. Lövsångarnas närmaste släktingar är familjerna cettior (Cettiidae), stjärtmesar (Aegithalidae) samt den nyligen urskilda afrikanska familjen hylior (Hyliidae).

## Levnadssätt
Albertinesångaren hittas i bergsskogar och intilliggande ungskog mellan 1200 och 3100 meters höjd, framför allt i bambuzonen. Den ses ofta i artblandade flockar på medelhög eller hög nivå i trädtaket, födosökande efter små insekter, men även spindlar. Dess häckningsvanor är dåligt kända, men har noterats häcka i januari, februari och augusti–september. Det sfäriska boet av mossa, torra löv, växtfibrer och fjädrar placeras cirka 50 cm upp.

## Status och hot
Arten har ett stort utbredningsområde, men tros minska i antal, dock inte tillräckligt kraftigt för att den ska betraktas som hotad. Internationella naturvårdsunionen IUCN listar arten som livskraftig (LC). Världspopulationen har inte uppskattats men den beskrivs som lokalt vanlig.

## Namn
Fågeln har på svenska även kallats rödmaskad sångare.